# Zdenka
A Zdenka női nevet általában a Szidónia névre vezetik vissza, ám újabban felmerült, hogy a szláv Zdeslava névből ered, annak beceneve. Az utóbbi név elemeinek jelentése: kívánság + hála, dicsőség. Férfi párja Zdenkó.

## Gyakorisága
Az 1990-es években szórványos név, a 2000-es években nem szerepel a 100 leggyakoribb női név között.

## Névnapok
- június 23.[2]
- augusztus 23.[2]

## Híres Zdenkák
- Zdenka Bergrová cseh költőnő
- Zdenka Vučković horvát énekesnő
- Ticharich Zdenka magyar zongoraművész